# Trịnh Xuân An
Trịnh Xuân An (sinh ngày 16 tháng 5 năm 1982) là Đại biểu Quốc hội nước Cộng hòa xã hội chủ nghĩa Việt Nam. Ông hiện là Ủy viên thường trực Ủy ban Quốc phòng và An ninh Quốc hội, Phó chủ tịch Nhóm đại biểu Quốc hội trẻ khóa XV, Phó Chủ tịch Nhóm nghị sĩ hữu nghị Việt Nam – Cuba, Đại biểu Quốc hội khóa XV từ Đồng Nai. Ông từng là Ủy viên chuyên trách Ủy ban Quốc phòng và An ninh của Quốc hội.
Trịnh Xuân An là đảng viên Đảng Cộng sản Việt Nam, học vị Cử nhân Luật, Cao cấp lý luận chính trị. Ông từng là Thư ký của hai Phó Chủ tịch Quốc hội là Thượng tướng Huỳnh Ngọc Sơn và Đại tướng Đỗ Bá Tỵ.

## Xuất thân và giáo dục
Trịnh Xuân An sinh ngày 16 tháng 5 năm 1982, quê quán tại xã Xuân Sinh, huyện Thọ Xuân, tỉnh Thanh Hóa. Ông lớn lên và tốt nghiệp phổ thông 12/12, thi đại học năm 2000 và đỗ Trường Đại học Luật Hà Nội, lên thủ đô theo học và tốt nghiệp Cử nhân Luật vào tháng 6 năm 2004. Sau đó, ông học tiếng Anh tập trung tại Hội đồng Anh và Đại học RMIT ở Melbourne, Úc. Thời sinh viên ông từng là Ủy viên Thường vụ Ban Chấp hành Đoàn trường Luật, được kết nạp Đảng Cộng sản Việt Nam vào ngày 28 tháng 6 năm 2003 tại trường, trở thành đảng viên chính thức sau đó 1 năm, từng theo học các khóa chính trị ở Học viện Chính trị Quốc gia Hồ Chí Minh và tốt nghiệp Cao cấp lý luận chính trị.

## Sự nghiệp
Tháng 7 năm 2004, sau khi tốt nghiệp trường Luật Hà Nội, Trịnh Xuân An được tuyển dụng công chức vào Văn phòng Quốc hội, là Tập sự tại Vụ Công tác lập pháp trong 1 năm, rồi được bổ nhiệm làm Chuyên viên Vụ Công tác lập pháp từ tháng 5 năm 2005, đồng thời tham gia công tác thanh niên với vị trí Phó Bí thư Đoàn Thanh niên Văn phòng Quốc hội. Tháng 2 năm 2008, ông được điều chuyển làm Chuyên viên Vụ Tài chính – Ngân sách, đồng thời giữ các vị trí khác như Bí thư Đoàn Thanh niên Văn phòng Quốc hội, Ủy viên Ban Chấp hành Hội Luật gia Văn phòng Quốc hội, Ủy viên Ban Chấp hành Đảng bộ Văn phòng Quốc hội. Đến tháng 2 năm 2012, ông được điều tới Vụ Quốc phòng và An ninh, là chuyên viên rồi chuyên viên chính, hàm Phó Vụ trưởng, Thư ký Thượng tướng, Phó Chủ tịch Quốc hội Huỳnh Ngọc Sơn. Đến tháng 11 năm 2016, ông là Thư ký Đại tướng, Phó Chủ tịch Quốc hội Đỗ Bá Tỵ trong nhiệm kỳ Quốc hội khóa XIV, nhậm chức Phó Vụ trưởng Vụ Phục vụ hoạt động giám sát từ tháng 7 năm 2019.
Năm 2021, Trịnh Xuân An được Đảng ủy Văn phòng Quốc hội giới thiệu tham gia ứng cử đại biểu Quốc hội từ Đồng Nai, tại đơn vị bầu cử số 1 ở thành phố Biên Hòa, rồi trúng cử Đại biểu Quốc hội khóa XV với tỷ lệ 70,76%. Ngày 21 tháng 7 năm 2021, ông được phê chuẩn làm Ủy viên chuyên trách Ủy ban Quốc phòng và An ninh của Quốc hội, Phó Chủ tịch Nhóm đại biểu Quốc hội trẻ khóa XV và Phó Chủ tịch Nhóm nghị sĩ hữu nghị Việt Nam – Cuba từ tháng 11 cùng năm.